# Rosenbad
Rosenbad er en bygning i det centrale Stockholm, der i dag er blevet et symbol for Sveriges regering, idet den både huser Statsrådsberedningen (statsministeriet), Regeringskansliet og dele af Migrationsdepartementet og Justitiedepartementet. Regeringen holder desuden sine pressemøder i Rosenbad. 
Bygningen stod færdig i 1902, og er udført i art noveau-stil efter tegninger af Ferdinand Boberg. Oprindeligt husede bygningen Nordiska Kreditbanken, og har senere bl.a. rummet en restaurant. Siden 1922 har dele af centraladministrationen haft til huse her.
59°19′42″N 18°03′56″Ø / 59.32833°N 18.06556°Ø